# Râul Pașcania
Râul Pașcania este un curs de apă, afluent al râului Bahluieț. 